# Cole-Harbour-Eastern-Passage
Circonscription électorale provinciale du Canada
Cole-Harbour-Eastern-Passage est une anciennce circonscription électorale provinciale de la province canadienne de la Nouvelle-Écosse, afin d'élire un seul député à la Chambre d'Assemblée. Elle est représentée entre 1993 et 2021 

## Liste des députés
|  | Dennis Richards | Libéral | 1993 - 1998 |
|  | Kevin Deveaux   | NPD     | 1998 - 1999 |
|  | Kevin Deveaux   | NPD     | 1999 - 2003 |
|  | Kevin Deveaux   | NPD     | 2003 - 2006 |
|  | Kevin Deveaux   | NPD     | 2006 - 2007 |
|  | Becky Kent      | NPD     | 2007 - 2009 |
|  | Becky Kent      | NPD     | 2009 - 2013 |
|  | Joyce Treen     | Libéral | 2013 - 2017 |
|  | Barbara Adams   | PC      | 2017 - 2021 |